# Neurorazvojni poremećaji
Neurorazvojni poremećaji su grupa stanja koja počinju da ispoljavaju simptome u detinjstvu (ili razviću nervnog sistema). Prema Dijagnostičkom i statističkom priručniku za mentalne poremećaje Američkog udruženja psihijatara, peto izdanje (DSM-5) objavljenom 2013. godine, ova stanja se generalno javljaju u ranom detinjstvu, obično pre nego što deca pođu u školu, i mogu da opstanu u odraslom dobu. Ključna karakteristika svih ovih poremećaja je da negativno utiču na funkcionisanje osobe u jednom ili više domena života (ličnog, socijalnog, akademskog, profesionalnog) u zavisnosti od poremećaja i deficita koje je izazvao. Svi ovi poremećaji i njihovi nivoi oštećenja postoje u čitavom spektru, a pogođene osobe mogu iskusiti različite stepene simptoma i deficita, uprkos tome što imaju istu dijagnozu.
DSM-5 klasifikuje neurorazvojne poremećaje u šest sveobuhvatnih grupa.
- Intelektualni poremećaj (poremećaj intelektualnog razvoja)
- Poremećaji u komunikaciji
- Poremećaj autističnog spektra (ASD)
- Poremećaj nedostatka pažnje/hiperaktivnosti (ADHD)
- Neurorazvojni motorički poremećaji
- Specifični poremećaji učenja

Ovi poremećaji su obično komorbidna stanja, što znači da osoba pogođena jednim od ovih poremećaja obično ispunjava kriterijume za još neki poremećaj.

## Istorija
Danas se za ovakve poremećaje zna da su rezultat abnormalnosti u razvoju mozga zbog genetskih i okolinskih bioloških uzroka. Takvim stanjima je od ukupne populacije pogođeno 1-3%; često uzrokujući ekonomsko, fizičko i emocionalno opterećenje za pojedinca, porodicu i društvo. Stoga su od velike važnosti istraživanja na području nastanka i lečenja ovih poremećaja, čiji cilj je izlečenje i poboljšanje uticaja na pojedinca, porodicu i društvo.

## Epidemiologija
Neurorazvojni poremećaji zahvaćaju više različitih grupa poremećaja. 
Zastupljenost: Poremećaj deficita pažnje prisutan je kod 3-5% dece školske dobi, razvojni poremećaj jezika prisutan je kod školske dece u 3-5%, poteškoće s učenjem prisutan je u 5% školske dece, epilepsiju ima 1% osoba, pervazivni razvojni poremećaj ima 1% osoba, Turetov sindrom prisutan je sa 0,5 na 1000 osoba, mentalna retardacija prisutna je u 1% populacije, cerebralna paraliza prisutna je u 0.2% dece škoskog doba.

## Literatura
- Tager-Flusberg H (1999). Neurodevelopmental disorders. Cambridge, Massachusetts: MIT Press. ISBN 978-0-262-20116-2.
- Brooks DR, Fleischhacker WW (2006). Neurodevelopmental Disorders. Berlin: Springer. ISBN 978-3-211-26291-7.

## Spoljašnje veze
- Neurodevelopmental Disorders на веб-сајту  (језик: енглески)
- A Review of Neurodevelopmental Disorders – Medscape review

|  | Molimo Vas, obratite pažnju na važno upozorenje u vezi sa temama iz oblasti medicine (zdravlja). |